# Вейдле Володимир Васильович
Вейдле Володимир Васильович  (13 березня, 1895, Санкт-Петербург — 5 серпня, 1979, Париж, Франція ) — російський поет-емігрант, викладач, літературознавець, філолог, філософ, історик мистецтва. 

## Життєпис, ранні роки, освіта
Народився у Санкт-Петербурзі.
Закінчив 1912 року німецькомовне реальне училище при реформатському училищі. Влаштувався на навчання у Петербурзький університет, де спеціалізувався на кафедрі загальної історії (Історико-філологічний факультет). По закінченні був залишений при університеті як викладач.
Після бурхливих подій лютого 1917 року покинув Петроград і протягом трьох років (1918-1921 рр.) викладав історію мистецтва в Пермському університеті.

## Еміграція у Францію (1924 р.)
Вейдле володів чотирма європейськими мовами, тому переїзд у Західну Європу не був надто важким. 1924 року емігрував у Францію. Друкував власні твори у емігрантських виданнях, серед котрих —  «Числа», «Новый град», «Современные записки» та інших, після закінчення 2-ї світової війни — у «Новом журнале», «Новом русском слове», «Вестнике РСХД». 
У повоєнний період продовжив викладацьку діяльність. Як викладач працював у Європейському  коледжі у місті  Брюгге, в університетах міст Мюнхен, Принстон та у Нью-Йорку. Як історик мистецтва брав участь у численних міжнародних конференціях по мистецтву.
Французи вважали його власним письменником. Вейдле отримав від міністра культури Франції почесне звання «Кавалера літературних заслуг» . Багаторічний викладач у 1925 — 1952 роках у заснованому С. Н. Булгаковим Свято-Сергіївському Богословському інституті в місті Париж.

## Друковані твори
- Умирание искусства. - Париж, 1937; - СПб.: AXIOMA, 1996. 333 с.[3]
- Вечерний день: Страница из истории европейской архитектуры, искусства, литературы. - Нью-Йорк: Изд. имени Чехова, 1952. 219 с.[3]
- Вечерний день: Страница из истории европейской архитектуры, искусства, литературы. - Нью-Йорк: Изд. имени Чехова, 1952. 219 с.[3]
- Рим. - Париж, 1967.[3]
- Безымянная страна. - Париж, 1968. 164 с.[3]
- О поэтах и поэзии. - Париж, 1973.[3]
- После "Двенадцати": Приношение кресту на могиле Александра Блока. - Париж: УМСА-Press, 1973. 67 с.[3]
- Зимнее солнце. Из ранних воспоминаний. Вашингтон, 1976.[3]
- Эмбриология поэзии. - М.: LVS, 2001. 128 с[3]
- эссе «Петербургская поэтика», 1968